# Heròdot
|  | Aquest article tracta sobre Heròdot d'Halicarnàs. Vegeu-ne altres significats a «Heròdot (desambiguació)». |

Heròdot d'Halicarnàs (grec antic: Ἡρόδοτος Ἁλικαρνᾱσσεύς; Halicarnàs, 484 aC - Turis, 425 aC) va ser un historiador i geògraf grec.
Heròdot es proposà la rectificació de les dades aportades pels logògrafs, sobretot les d'Hecateu, que considerava que estaven imbuïdes d'un esperit propens a admetre relats fabulosos. Introduí el concepte de la tragèdia a la manera d'Èsquil a la història lligat amb la relació entre culpa i càstig, entre supèrbia i humiliació; així, sosté que el fracàs dels perses fou la resposta dels déus olímpics al fet d'haver entrat en territoris que no els pertanyien.
Malgrat haver viscut en el segle v aC, representa, com passa amb Píndar o Èsquil, un esperit de transició, a cavall entre dos mons, amb trets típicament arcaics, però anunciant ja el classicisme. Heròdot és el creador de la Història Universal, que té en compte tant el present com el passat, centrant-se en el seu agent humà. Heròdot no sols fou l'autor de la primera obra extensa escrita en prosa que se'ns ha transmès, sinó el primer autor grec que, amb criteris de facticitat, es va proposar relatar, amb un terminus cronològic definit, una història que superava els estrets límits locals anteriors: les causes i el desenvolupament de l'enfrontament entre grecs i perses, des del passat llunyà al pròxim, abastant tot el món conegut en la seva època.

## Vida
Les poques dades i que se'n tenen estan extretes de la seva pròpia obra i d'una sèrie d'anècdotes i testimonis tardans de dubtosa veracitat.
Va participar en la fundació de Túrios, i va rebre'n la ciutadania. Halicarnàs va condicionar el seu futur tarannà obert a la comprensió de les relacions entre grecs i bàrbars, perquè era una ciutat amb gran barreja d'elements ètnics, lingüístics i culturals: u.gr. el nom del seu pare, Lixes, revela un origen cari, i també el del poeta èpic Paniasis, que va exercir gran influència sobre l'educació del futur historiador.
A Halicarnàs exercia el poder el tirà Lígdamis, que comptava amb suport persa, però la família d'Heròdot mostrava oposició. Implicats en una conjura que el tirà aconseguí reprimir, Paniasis fou executat i Heròdot es veié obligat a exiliar-se a l'illa de Samos, l'illa que havia gaudit de gran esplendor durant Polícrates i on també residiren homes de la talla d'Anacreont; va suposar per a Heròdot un estret contacte amb l'esperit joni.
S'ignora quant de temps va romandre a Samos. Poc després del 449 aC, va viatjar a Egipte, per l'antic imperi faraònic, des de la desembocadura del Nil fins a l'actual Assuan, provant-hi de desxifrar els jeroglífics, però sense aconseguir-ho. El segon dels seus gran viatges el va portar a Escítia. En relació amb el seu viatge a la Magna Grècia i a Sicília, pot situar-se la seva estada a la Cirenaica, que li va permetre recollir les notícies que transmet sobre la geografia i etnografia de Líbia. En canvi, no li fou possible visitar el Mediterrani occidental perquè estava sota el domini de Cartago. A més, com és natural, va recórrer la majoria de les illes i regions de la conca egea, de l'Àsia Menor i de Grècia continental. D'altra banda, ignorem de quins mitjans econòmics disposava per a efectuar tants viatges. Segurament també visità i residí a Atenes, on va poder obtenir molta informació sobre l'acte final, i més suprem, de l'enfrontament entre grecs i perses. També a l'Àtica adquiriria la seva concepció definitiva de la Història Universal.
Quan es va traslladar a Túrios, va continuar treballant en la redacció de la seva obra, que no quedaria acabada fins als primers anys de la Guerra del Peloponès. No se sap del cert ni on ni quan va morir, però se sap que el terminus post quem de la seva mort és l'assassinat dels ambaixadors Nicolau i Ararist a mans dels atenesos.
A més, sembla que va visitar Babilònia, la Còlquida i Síria. En aquest últim país, va viatjar durant quatre mesos.

## Obra

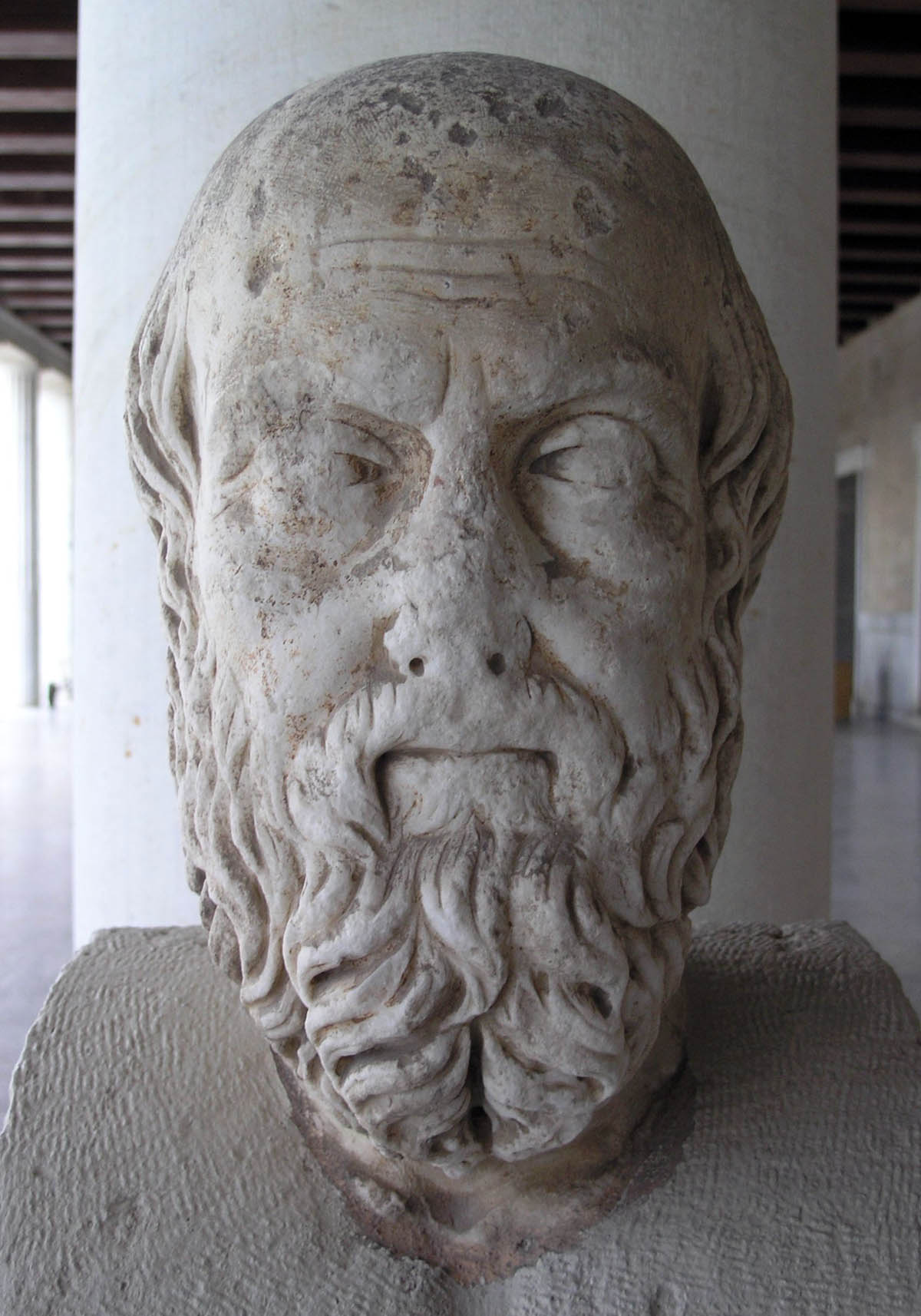
Bust d'Heròdot al Museu de l'Àgora d'Atenes.

Heròdot és considerat el pare de la historiografia; el primer cop que se l'anomena d'aquesta manera és per part de Ciceró en la seva obra De legibus: pater historiae.
El pla de les Històries d'Heròdot queda perfectament enunciat des del proemi: es tracta d'una investigació (ἱστορία) de les causes de les guerres mèdiques, l'atenció de les quals per part seva se centra preferentment en allò humà i singular.

### Estructura
A nivell global, la Història presenta una configuració ternària, ja que està integrada per una història de Lídia, una història de Pèrsia i una història de les Guerres mèdiques; els diferents passatges de l'obra també s'estructuren triàdicament: consten d'una introducció, una digressió i la narració de l'episodi que es tracta. I això amb la peculiaritat que qualsevol element ternari pot tenir digressions addicionals.
L'obra d'Heròdot és el millor exemple del que es coneix com a composició literària oberta, és a dir, aquella que no opera rectilíniament en els detalls narratius, sinó que intercala tota mena de retards i digressions en l'argument central. És aquest un tret que la Història comparteix amb Homer.
La seva principal obra, Història, és un recull de nou llibres, encara que aquesta divisió no sembla pas que l'establís el mateix autor sinó que, més aviat, sembla obra d'un editor alexandrí del segle iii o II aC, i són dedicats a les nou Muses (Clio, Euterpe, Talia, Melpòmene, Terpsícore, Erato, Polímnia, Urània i Cal·líope); en aquests llibres, arreplega informació de tot el món conegut en la seva època, la cultura dels nombrosos pobles, encara que l'eix de tota aquesta extensa obra és la revolta de Jònia i els esdeveniments posteriors que arrosseguen a les Guerres mèdiques, els llibres de l'obra estan estructurats de la manera següent:
- Proemi: l'historiador hi exposa la seva intenció d'evitar que les gestes de les generacions que el varen precedir fossin oblidades per sempre més (Hdt. I 1), tot explicant-hi les causes dels seus enfrontaments.
- Llibre I: Clio, el logos Lidi, el logos persa (1a part), el logos babiloni, el logos persa (segona part) que té el regnat de Cir (558-529 aC) com a nucli vertebrador.
- Llibre II: Euterpe, el logos persa (part final), el logos egipci.
- Llibre III: Talia.
- Llibre IV: Melpòmene, logos persa, logos escita, logos persa (IV part), logos escita segona part, logos persa cinquena part, logos lidi, logos persa sisena part.
- Llibre V: Terpsícore, logos persa (conclusió), logos traci, logos persa setena part, la revolta de Jònia.
- Llibre VI: Érato, la revolta de Jònia, primera campanya dels perses amb Mardoni al front, segona campanya dels perses amb Datis i Artafernes, la Batalla de Marató.
- Llibre VII: Polímnia, la tercera campanya persa, preparatius i mort de Darios, sessió del consell reial i decisió de Xerxes I d'anar a la guerra, preparatius i avenç dels perses, preparatius dels grecs, primers enfrontaments, la lluita a les Termòpiles.
- Llibre VIII: Urània, lluites al cap Artemisi, marxa dels perses contra Grècia, la Batalla de Salamina, campanya de Mardoni i l'alliberació de Grècia, operacions de la flota grega, negociacions de Mardoni amb Atenes.
- Llibre IX: Cal·líope, incursió de Mardoni contra l'Àtica i retirada a Beòcia, Batalla de Platea, Batalla de Mícale, inici de la contraofensiva grega, conquesta de Sest.

### Metodologia històrica
Tractament de les fonts: com a element primari per a l'obtenció de dades, sol basar-se en l'observació personal dels fets; és el que es coneix amb el nom d'ὄψις (esguard).
Referida a l'ὄψις, l'estructura de la investigació herodotea s'articula en tres nivells: descripció geogràfica d'un país; descripció dels costums del poble establert al país en qüestió; atenció a τὰ θαυμάσια (les coses destacables). Bon exponent d'aquestes fases que comporta l'ὄψις són els λόγοι, és a dir, les narracions geograficohistòriques d'origen logogràfic, que tant abunden en l'obra i faciliten informacions.
Un segon mitjà, ἱστορίη (la recerca), es basa en l'obtenció de dades a partir de fonts escrites i orals. Entre les fonts escrites, es poden destacar tres grans grups: les dades aportades pels poetes; les inscripcions, llistes oficials i administratives de diferents estats, així com els oracles; les informacions procedents dels logògrafs i de la literatura de la seva època. Pel que fa al segon tipus de fonts escrites, en la seva obra fa referència a dotze inscripcions gregues i a altres escrites en altres llengües; el seu desconeixement de llengües que no fossin estrictament el grec el porta a interpretacions puerils.
S'ha de destacar que una de les característiques interpretatives de l'historiador, la d'explicar els fets sociopolítics a partir de motivacions purament personals, té un origen immediat en la literatura jònia. D'altra banda, Heròdot sol adoptar una actitud crítica davant d'aquells testimonis que, segons el seu parer, donen informacions errònies.
Com que l'obra d'Heròdot és fonamentalment una història de tradició oral sobre el passat, a diferència de la història política del present que va crear Tucídides, els testimonis orals foren de capital importància per a la recopilació de dades, si bé no sol facilitar el nom dels seus informadors. El més normal és que els al·ludeixi indeterminadament, utilitzant expressions del tipus ‘segons els perses’, ‘uns diuen…altres, en canvi, sostenen…'. Es pot afirmar que la majoria d'errors que fa són imputables a les seves fonts d'informació oral.
L'historiador, no obstant això, era conscient del caràcter parcial o poc fiable dels seus informadors; per això, tendeix a presentar sobre un mateix personatge o succés versions diferents, fet que prova la seva bona fe d'historiador.
En les tradicions mítiques, els relats del passat evidencien un criticisme, ja amb precedents en Hecateu, que tracta de limitar amb allò mític o fabulós, ja sigui mostrant un clar escepticisme, ja sigui racionalitzant, encara que sigui ingènuament, les dades tradicionals. El major obstacle amb què es topava en abordar aquestes tradicions del passat llegendari era la cronologia.
Heròdot completa la seva metodologia amb una sèrie de consideracions personals que s'agrupen sota el nom genèric de γνῶμαι (opinions). Utilitza, a més, la interpretatio graeca: tendeix a hel·lenitzar els fets diferencials entre cultures, i per això utilitza sovint terminologia grega en contextos extrahel·lenístics, com assimilar conceptes i divinitats als propis del món grec. Finalment, se serveix de fal·làcies del tipus post hoc ergo propter hoc.

### El pensament d'Heròdot
Heròdot representa encara l'esperit arcaic, i això és comprovable tant a nivells estructurals com conceptualment. La dualitat teològica i humana que presideix la seva obra té gran relació amb Èsquil. Com el tràgic, Heròdot pretén explicar els afers humans des d'un pla diví. Tenim enunciada ja al principi de la Història la teoria del φθόνος (l'enveja dels déus). Però, en Heròdot, hi ha una tendència a buscar en l'ésser humà mateix la causa del seu destí, que tanmateix no sempre resulta clara.
El destí, per tant, es converteix inicialment en una força premoral que s'imposa de manera inexorable. Això implica un sentiment de pessimisme davant la vida humana. Com en la lírica, l'ésser humà se sent subjecte a la inestabilitat (πᾶν ἐστι ἄνθρωπος συμφορή) i impotent (ἀμήχανος) davant dels designis divins; per això, la idea de la inestabilitat del món es troba latent en tota l'obra i, per això, Heròdot desenvolupa la seva investigació (ἱστορίη) ocupant-se per igual de les petites i de les grans ciutats, perquè les que abans eren grans ara són petites i viceversa. Estem davant d'una formulació de la teoria del cicle èpic.
Amb tot, les fronteres entre un moralisme i un immoralisme diví no són nítides, i l'aparent dogmatisme del φθόνος (enveja divina) no disminueix la responsabilitat de l'ésser humà. Quan aquest es troba ascendit a una posició incontestable, que excedeix les seves possibilitats, tendeix a incórrer en ὕβρις (supèrbia), i és culpable de crims que atempten contra l'estabilitat eticosocial. La reacció divina en tals circumstàncies és justa.
Per prevenir-se de l'hostilitat divina, l'ésser humà ha d'intentar la justícia (δίκη), la pietat (εὐσέβεια), i la modèstia. És un plantejament similar al que apareix en la tragèdia, la lírica i l'èpica, però en la Història són els oracles, els somnis i els consells dels personatges els que adverteixen dels perills.
Una característica de l'obra d'Heròdot és el dels consells de personatges, que es coneix amb el nom de Warner o conseller pràctic, u.gr. Cresos és el conseller de Ciros.
L'actitud religiosa d'Heròdot, presidida per la moderació, determina el seu pensament polític i humà: llibertat enfront de submissió és essencialment el tret diferencial entre grecs i bàrbars.

### Llengua i estil
Com que la Història és la primera obra grega en prosa que s'ha conservat, no és estrany que les principals característiques de l'estil en siguin la simplicitat i l'arcaisme. Ja Aristòtil el definia com a estil paratàctic (λέξις εἰρομένη), que respon a l'actitud vital de l'arcaisme grec, que fixa l'atenció en les dades primàries i elementalment perceptibles, d'aquí la sensible absència de mentalitat abstracta. Tot això es plasma amb un llenguatge clar i senzill, que fou admirat en l'antiguitat clàssica. Tanmateix, l'evolució respecte a Hecateu és notable.
Tal com succeeix intencionalment i estructural, la influència de l'epopeia en l'estil és acusada. L'autor del tractat Del sublim li aplica la denominació d''el més homèric' (ὁμηρικώτατος), no per l'estil, sinó pel to. També és d'influència èpica, i com a recurs per individualitzar certs relats, l'ús que fa de la composició anular. Dels tres tipus de composició en anell que es donen en grec (inclusòria, anafòrica, estructural), la més característica en Heròdot és l'anafòrica.
La influència èpica i poètica, en general, es deixa notar en la llengua d'Heròdot, que va compondre la seva obra en dialecte joni, l'anomenat Ἰάς νέα, jònic recent, un dialecte literari que no es corresponia exactament amb la llengua parlada a Jònia, ja que contenia abundants formes homèriques i altres elements no jonis, especialment aticismes, producte de la seva estada a Atenes.

### Transmissió i influència
L'obra d'Heròdot va aconseguir ben aviat difusió, com queda manifest en les paròdies que de determinats passatges fa Aristòfanes. Tucídides, implícitament, el reconeixia com el seu immediat precedent, però les crítiques a Heròdot van començar ja amb l'obra tucididea, que inaugurava un nou concepte en la historiografia. L'utilitzen en els segles IV-III aC Èfor, Hecateu d'Abdera, Enees Tàctic, Xenofont i Teopomp de Quios.

### Traduccions al català
- Heròdot: Història. Obra completa. Traducció i introducció de Rubén J. Montañés. Pròleg de Joan F. Mira. La Magrana, Barcelona 2009 (col·lecció L'Embosta, 1). ISBN 84-7410-402-5
- Heròdot: Història. Llibres I-III. Introducció, traducció i notes de Rubén J. Montañés, La Magrana, Barcelona 2003 (col·lecció L'Esparver Clàssic, 42). ISBN 84-8264-375-4.
- Heròdot: Història. Llibres IV-VI. Introducció, traducció i notes de Rubén J. Montañés, La Magrana, Barcelona 2002 (col·lecció L'Esparver Clàssic, 50). ISBN 84-8264-499-8.
- Heròdot: Història (vols. I i II). Introducció, traducció i notes de Manuel Balasch, Fundació Bernat Metge. ISBN 84-7225-757-6 i ISBN 84-7225-777-0.
- Heròdot: Història (vols. III a IX). Traducció i notes de Joaquim Gestí, Fundació Bernat Metge. ISBN 84-7225-865-3 i ISBN 84-7225-884-X.

### Traduccions al castellà
- Heródoto: Historia. Obra completa. Madrid: Editorial Gredos, 1987/1992. ISBN 978-84-249-1477-6.
- Heródoto: Historia, obra completa, edició de Manuel Balasch. Editorial Cátedra. Madrid 3ªed., 2004. ISBN 84-376-1711-1

### Traduccions al francès
- Hérodote: Histoires pref. de Jacqueline de Romilly; textes choisis, annotes et commentes par Paul Demont; traduction de P. Giguet, revue par Paul Demont Librairie générale française Paris, 1987 (Livre de poche; 4265) ISBN 2-253-04003-7
- Hérodote: Histoires; traduit du grec par Pierre-Henri Larcher; introd., choix de textes et notes de Francois Hartog. Paris: F. Maspero, 1980. (La Decouverte; 30). Numéro: ISBN 2-7071-1189-9